# まるごとハワイへチャンスクイズ
『まるごとハワイへチャンスクイズ』は、1984年4月13日から1985年3月29日まで東海テレビで放送された視聴者参加型のクイズ番組。放送時間は毎週金曜 19:00 - 19:30 (JST) 。

## 概要
前番組『家族対抗チャンスクイズ』が1984年春の改編を機にリニューアルしたもので、こちらは家族に限らないグループ参加となっていた。この番組では大野しげひさが司会を務めていたが、出題は沖村充代が担当。
しかし、番組はリニューアルから1年で終了。その後も東海テレビの金曜19時台に自社製作の東海ローカル向け（一部時差ネット有。『スペンサーの喫茶店』 - 『西川きよしのご縁です!』間を除く）の番組は続いているもののクイズはその後29年間放送してこなかったが、2014年4月度の改編で「視聴者参加型生クイズ お茶の間アンサー!」の放送が開始されることになった。

## ルール
前半戦で出題されるクイズで、両チームの代表者1人ずつがスタジオ中央の早押し席で解答権を奪いあっていた。チームメイトとの相談は不可。スタジオセットのスクリーンに表示された番号を選択するとヒントのパネルが表示され、解答者はその後に読まれるクイズに早押しで答えていった。正解するとヒントのパネルが得点表示に変わり、それが各自の持ち点としてプールされていったが、不正解だと得点板上に×マークが付けられた上に、解答権を一時剥奪されるペナルティも課された。スクリーンには10点から50点までの得点パネルがランダムに隠されていた。
後半戦で出題されるクイズで、両チームの代表者1人ずつがスタジオ中央の早押し席で解答権を奪いあっていた。チームメイトとの相談は不可。スタジオセットのスクリーンに表示された番号を選択するとヒントのパネルが表示され、解答者はその後に読まれるクイズに早押しで答えていった。正解するとヒントのパネルが得点表示に変わり、それが各自の持ち点としてプールされていったが、不正解だと得点板上に×マークが付けられた上に、解答権を一時剥奪されるペナルティも課された。得点は20点から100点までとそれまでの倍になっていた。
トップ賞に輝いたチームには、ルックJTB（当時は日本交通公社）で行くハワイ旅行を賭けての「ハワイ旅行・チャンスクイズ」に挑戦する権利が与えられた。このクイズではスクリーンに9枚のパネルが表示されていたが、出題数は1問だった。「ハワイへチャンスクイズ」のパネルを1つ選ぶとヒントが出たが、問題の文章との3択方式になった。このクイズでは早押しは不要で、正解すると○が出た。不正解だと×が出た。正解すると○が出て、パイナップルマークが出ると、天井から大量の紙吹雪と紙テープが降り、ハワイ旅行獲得となるが、このハワイ旅行・チャンスクイズでは低い得点パネルばかりが出やすく、ハワイ旅行が得られずに終わることがたびたびあった。不正解だと×が出て、パイナップルマークが出ると、失格。

## ネット局について
この番組は、当初は製作局の東海テレビのみで放送されていたが、後に系列局の北海道文化放送でも土曜13:00からの遅れネットで放送されるようになった。さらには、前番組『音楽クイズ・セクションフォー』をネットしていた鹿児島テレビや、系列外局のサンテレビでも放送された。
北海道文化放送は当時、北海道地区におけるテレビ東京系番組の受け皿局を兼ねていた関係から、それまでは関西テレビ製作の『凡児の娘をよろしく』から『三枝の爆笑美女対談』までを同じ土曜13:00からの時差スポンサードネットで放送してきたが、それを同時ネットへと移行させ、代わりに同枠でこの番組を放送するようになった。
| 東海テレビ 金曜19:00枠                   | 東海テレビ 金曜19:00枠                                   | 東海テレビ 金曜19:00枠           |
| 前番組                                   | 番組名                                                   | 次番組                           |
| ---------------------------------------- | -------------------------------------------------------- | -------------------------------- |
| 家族対抗チャンスクイズ （19:00 - 19:30） | まるごとハワイへチャンスクイズ （1984年4月 - 1985年3月） | 共通7ジ!金曜塾 （19:00 - 19:30） |